# Robert J. Vézina
Pour les articles homonymes, voir Vézina.
Robert J. Vézina (né en 1964) est un homme d'affaires, organisateur et consultant en communications et gestion événementielle québécois.

## Jeunesse et formation
Robert J. Vézina naît en 1964 à Montréal de Maurice Vézina et Monique Lafontaine. Il grandit à Westmount au sein d'une famille de quatre enfants,. Vézina fait ses études primaires à l'école Saint-Léon de Westmount.
Robert J. Vézina fait des études secondaires au collège de Montréal de 1976 à 1981, où il sera notamment président du conseil étudiant. Entre 1981 et 1983, Vézina fait des études au collège Jean-de-Brébeuf. À l'époque, ses qualités d'organisateur d'événements sont déjà bien développées. Ainsi, dès son entrée au collège, Vézina devient directeur du comité socio-culturel.
Il fait un an d'études en droit à l'Université de Montréal et constate que ce n'est pas son domaine. La session suivante, il s'inscrit en sciences sociales et marketing à l'Université McGill. Vézina y met en place un comité pour l'organisation de l'année internationale de la Jeunesse (en) (1985), dont le succès lui vaut ensuite l'organisation des portes ouvertes de l'institution. Il intègre également le comité junior de l'Orchestre symphonique de Montréal. À la même époque, il est cofondateur et coorganisateur du Gazette Chrismas fund extravaganza, événement auquel il sera associé jusqu'en 2000.

## Carrière
Au milieu des années 1980, Robert J. Vézina est engagé en communication chez Gervais, Gagnon et associés par Richard G. Gervais. Directeur des événements spéciaux, Vézina est le responsable de l'organisation d'événements tels l'ouverture officielle du Centre canadien d'architecture et du pavillon Desmarais du Musée des beaux-arts de Montréal ainsi que du lancement et l'inauguration officielle d'édifices tels le 1000 De La Gauchetière, le 1250 René-Lévesque et la Grande Bibliothèque du Québec. En 1991, il est coprésident du Comité des jeunes associés du Musée des beaux-arts de Montréal, dont il participe à l'organisation d'une grande exposition.
Robert J. Vézina divise son temps entre son travail et son bénévolat pour réaliser des collectes de fonds et autres activités caritatives,.

### FestivalBlack & Blue
À cette époque, lors de ses voyages à l'international, Vézina constate un manque criant d'activités d'intérêt pour la communauté gay de Montréal, qui est à l'époque minée par le SIDA. Au début des années 1990, il en discute avec son ami Christian Beaudry et les deux hommes décident d'organiser le Festival Black & Blue, dont la première édition a lieu en 1991,. La même année est fondée Bad Boy Club Montréal (en) (BBCM), une fondation destinée à l'organisation de l'événement.
Ayant lieu lors de l'Action de grâce à chaque année depuis, chaque édition du Black & Blue attire plusieurs dizaines de milliers de personnes.

### RJV Communications

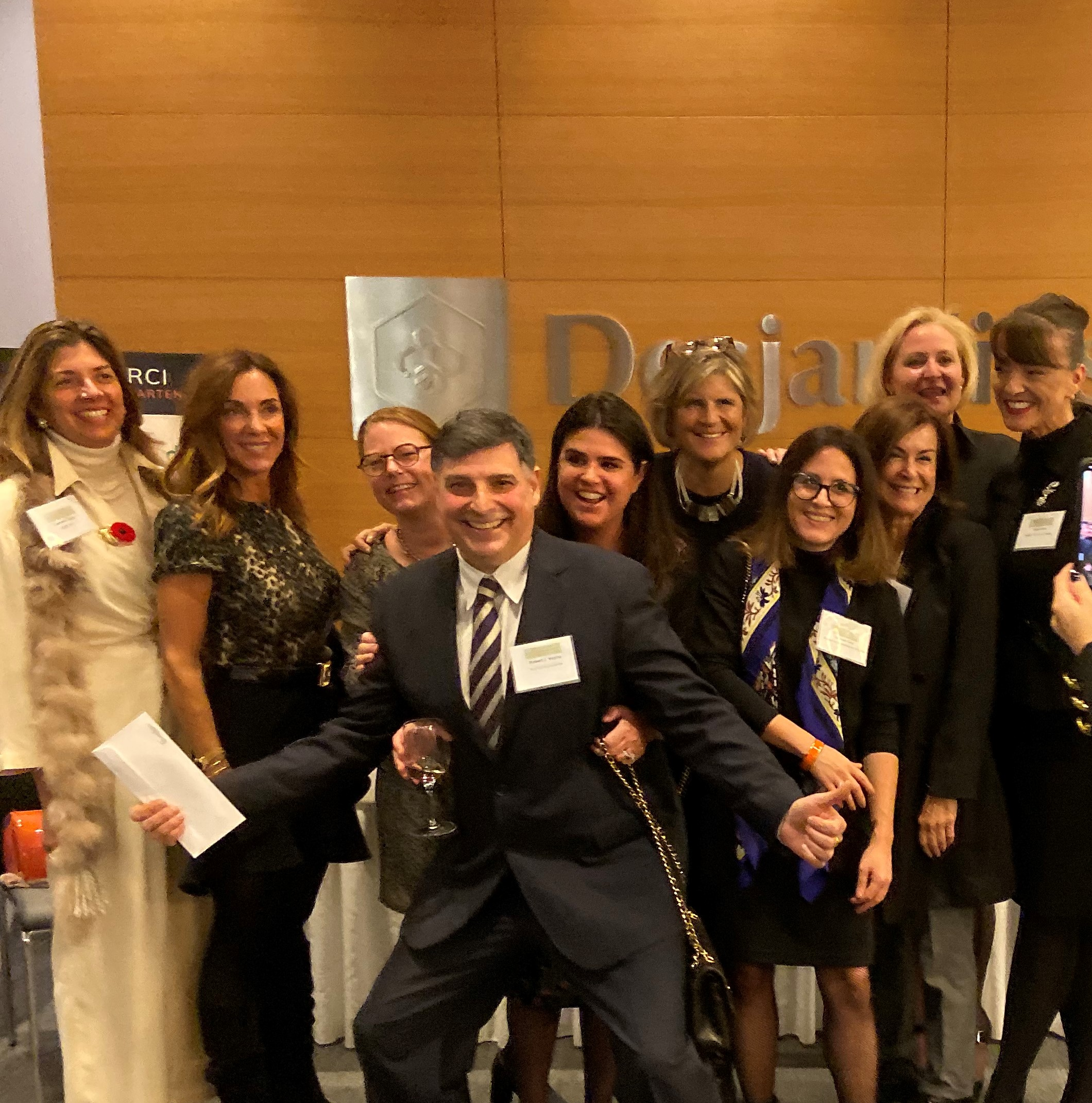
Robert J. Vézina lors du cocktail des présidentes 2019.

En 1995, Vézina fonde sa propre firme de communications, RJV Communications. Il continue à travailler pour la firme Gervais, Gagnon et Associés, qu'il quittera définitivement en 2006.
Reconnu dans le milieu des affaires comme un expert en événements, notamment dans le milieu immobilier, Robert J. Vézina fonde et organise l'événement Le Montréal du futur à partir de 2006 et Toronto of the Future à partir de 2015. Il organise aussi le Grand Bal biennal de la fondation immobilière de Montréal pour les jeunes (FIMJ) depuis 2006 et codirige le gala des Fleurons Glorieux en novembre 2011,.
En 2017, RJV Communications organise le grand bal militaire du 375e anniversaire de Montréal.
En 2018, avec la fondation BBCM et à l'approche du trentième anniversaire de Black & Blue, Vézina fonde le Carnaval des Couleurs, un festival gratuit destiné à faire le pont entre les communautés LGBTQ+ et les collectivités ethnoculturelles et pour lutter contre le racisme et l'homophobie. L'édition 2019 de l'événement se tient à la Grande-Place du Complexe Desjardins.
En 2019, RJV Communications, en partenariat avec Premières en affaires, lance l'activité Cocktail des présidentes. L'activité réunit environ 300 femmes leaders aux Salles de la Coopération Desjardins.

## Vie privée
En 2012, Vézina épouse Christian Gagné-Cholette à la Westmount Park United Church. Le couple est uni par Réal Ménard, maire de l'arrondissement Mercier–Hochelaga-Maisonneuve.

## Prix et distinctions
- 2002 : 
  - Ambassadeur du palais des congrès de Montréal[18]
  - Global Leadership Award, Gay & Lesbian Tourism, Travel Alternatives Group.

## Galerie

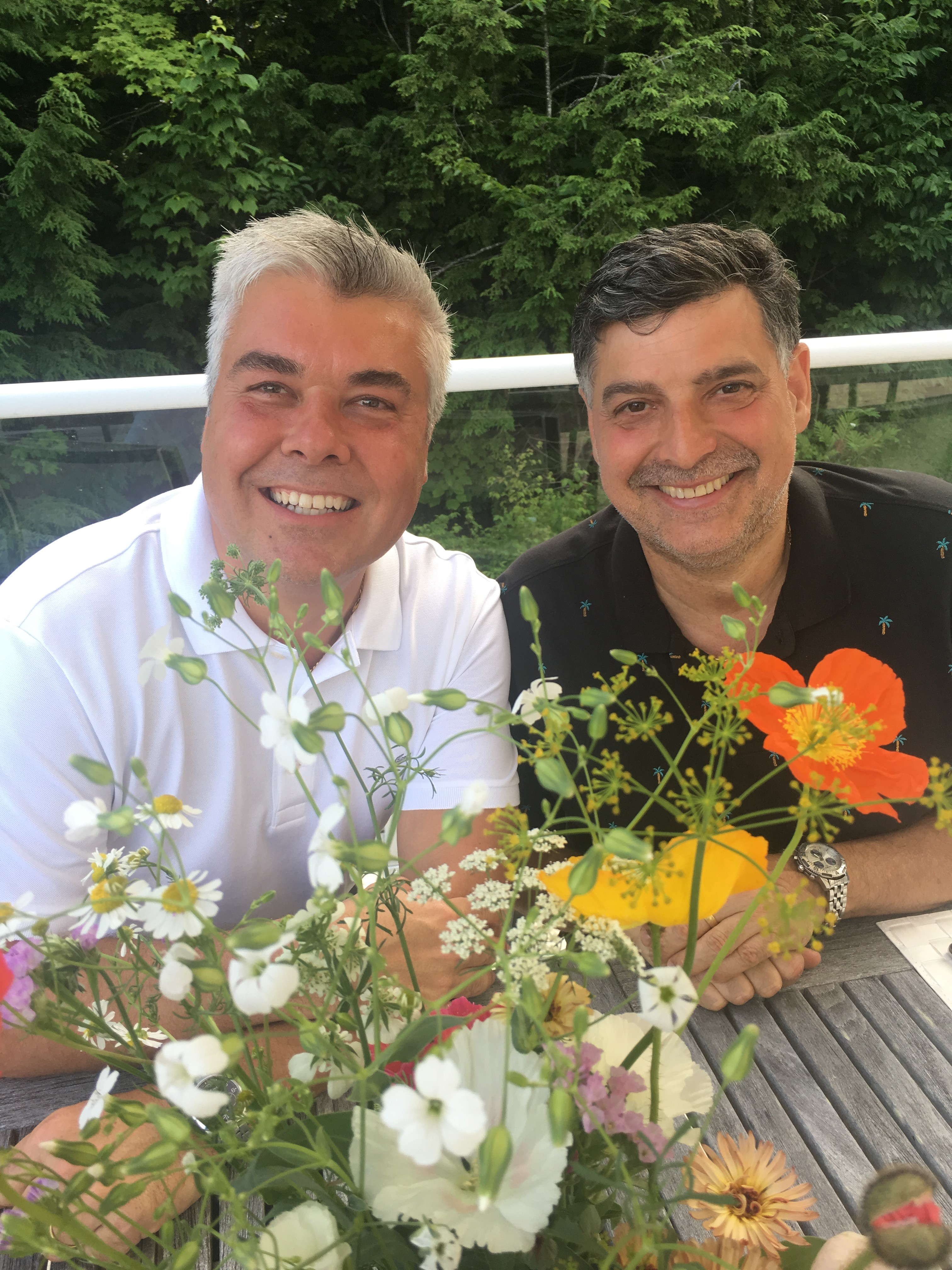
Christian Gagné-Cholette et Robert J. Vézina.
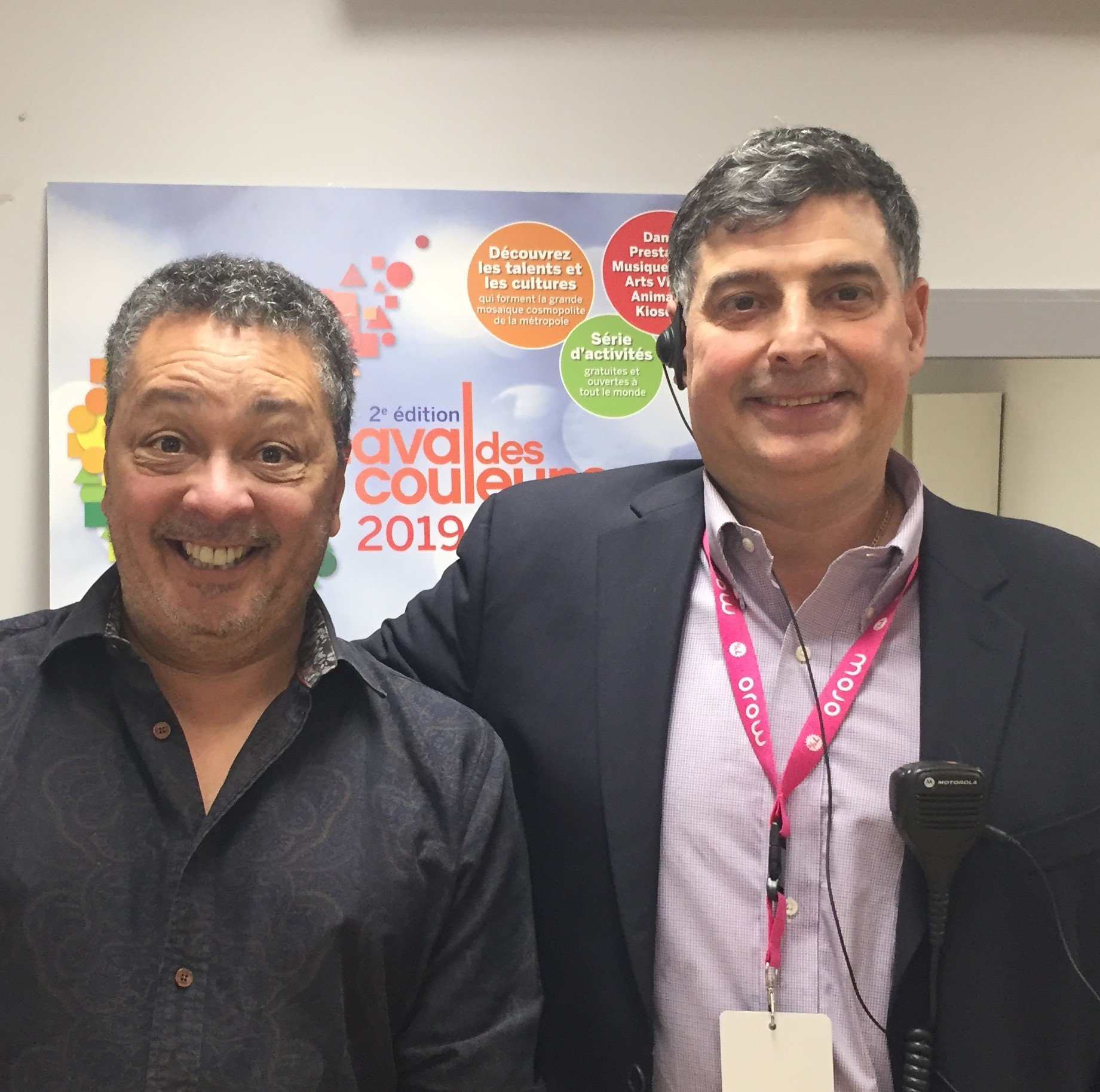
Normand Brathwaite et Robert J. Vézina.
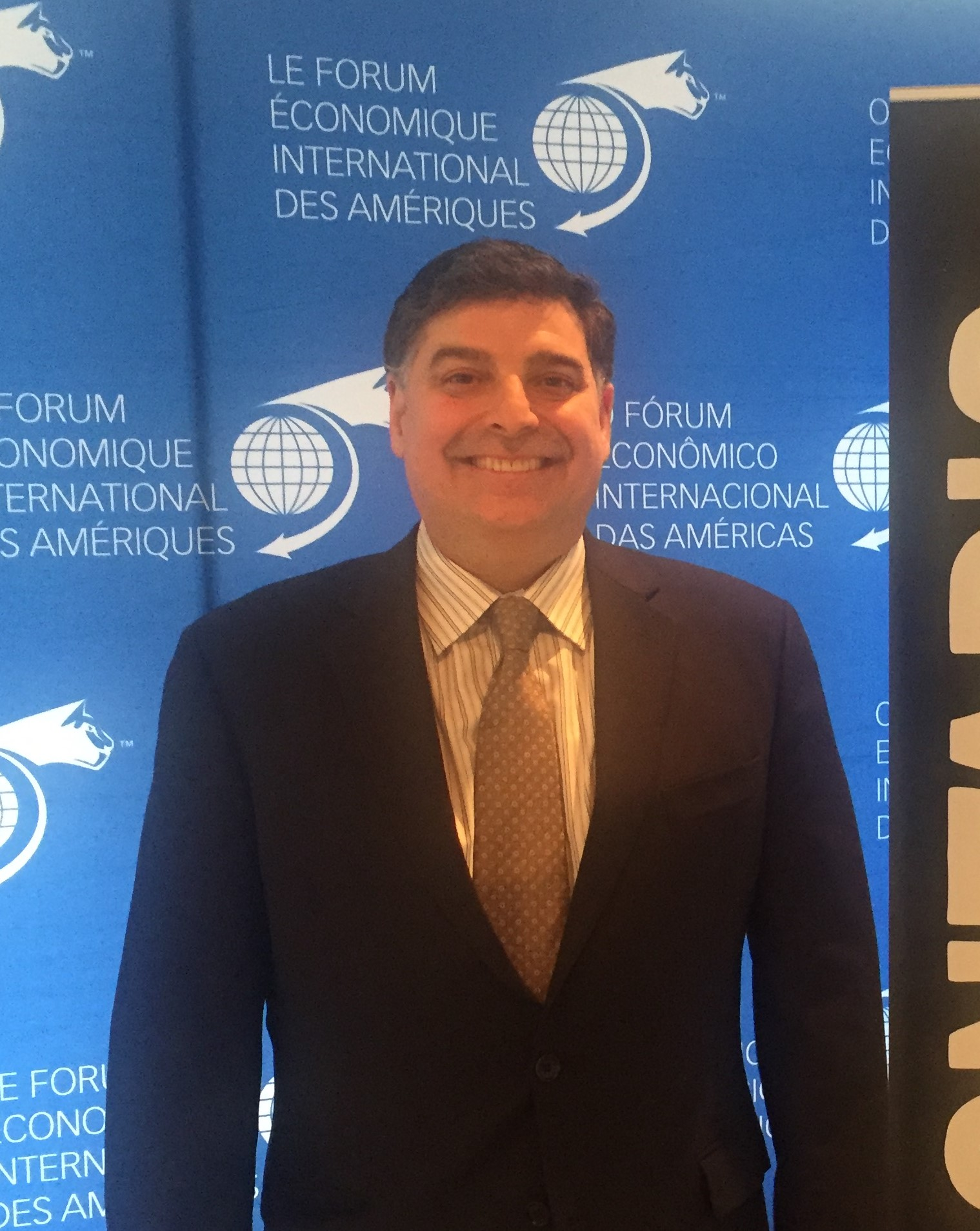
Robert J. Vézina au forum des Amériques 2017.
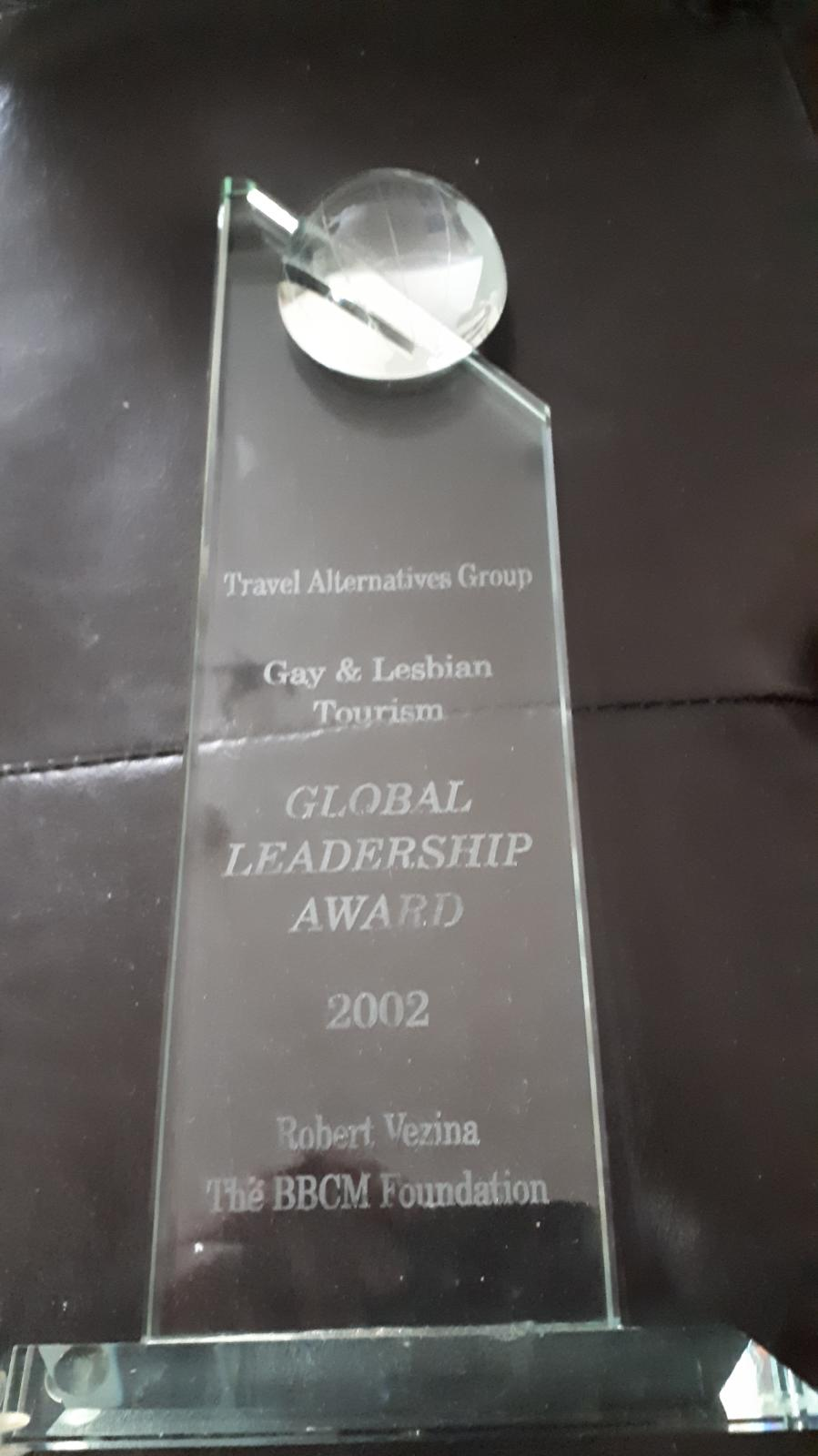
Prix Global Leadership Award remis à la fondation BBCM.